# Villa Hermosa, Oaxaca
Villahermosa (olika betydelser) är en ort i Mexiko.   Den ligger i kommunen San Mateo del Mar och delstaten Oaxaca, i den sydöstra delen av landet, 600 km sydost om huvudstaden Mexico City. Villahermosa (olika betydelser) ligger 11 meter över havet och antalet invånare är 533.
Terrängen runt Villahermosa (olika betydelser) är platt. Havet är nära Villahermosa (olika betydelser) åt sydost.  Närmaste större samhälle är Salina Cruz, 8,8 km väster om Villahermosa (olika betydelser).